# Navegador web
Um navegador web, navegador da internet ou simplesmente navegador (em inglês: web browser ou browser) é um programa que habilita seus usuários a interagirem com documentos HTML hospedados em um servidor web.
Tim Berners-Lee, que foi um dos pioneiros no uso do hipertexto como forma de compartilhar informações, criou o primeiro navegador, chamado WorldWideWeb (www), em 1990. Mais tarde, para não confundir-se com a própria rede, trocou de nome para Nexus. A World Wide Web, entretanto, só explodiu realmente em popularidade com a introdução do NCSA Mosaic, que era um navegador gráfico (em oposição a navegadores de texto) rodando originalmente no Unix, mas que foi também portado para o Macintosh e Microsoft Windows logo depois. A versão 1.0 foi liberada em setembro de 1993. Marc Andreessen, o líder do projeto Mosaic na NCSA, demitiu-se para formar a companhia que seria conhecida mais tarde como Netscape.

## História

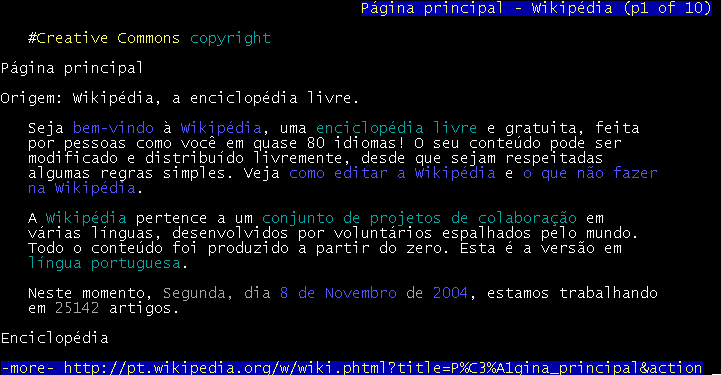
Exemplo de um navegador (Lynx) exibindo a página inicial da Wikipédia em modo texto

Os primeiros navegadores exibiam apenas texto (exemplo: imagem ao lado),[carece de fontes?] no decorrer do tempo foram inseridas novas funcionalidades.
Com o advento da Internet, o conhecimento gerado por todos os seus usuários ganhou uma nova forma de ser exibida e gerada, ampliou-se o campo da informação. A ferramenta mais popular de visualização de informações disponíveis na internet é o navegador. Com o advento das rede sociais o usuário dos navegadores passaram a ser um dos grandes geradores de informação, por exemplo facebook, twitter ...
Logo o navegador é uma ferramenta que nos auxilia a visualizar e gerar conteúdo na internet. Os navegadores atuais são compostos por diversos componentes. Na linguagem de informática o navegador é um software.

### Personagens desta história
Tim Berners-Lee, que foi um dos pioneiros no uso do hipertexto como forma de compartilhar informações, criou o primeiro navegador, chamado WorldWideWeb, em 1990. Ele ainda o introduziu como ferramenta entre os seus colegas do CERN em Março de 1991. E tem sido intrinsecamente ligado ao desenvolvimento da própria Web.
A Web, entretanto, só explodiu realmente em com a introdução do NCSA Mosaic, que era um navegador gráfico (em oposição a navegadores de modo texto) rodando originalmente no Unix, mas que foi também portado para o Apple Macintosh e Microsoft Windows logo depois. A versão 1.0 do Mosaic foi lançada em setembro de 1993. Marc Andreessen, o líder do projeto Mosaic na NCSA, demitiu-se e fundou a Netscape Communications.

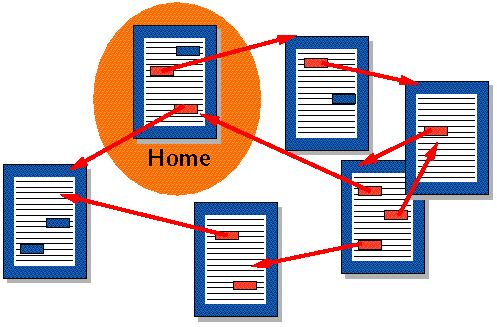
Documentos ligados por hipertexto

A Netscape lançou o seu produto líder Navigator em outubro de 1994, e este tornou-se o mais popular navegador no ano seguinte. A Microsoft, que até então havia ignorado a Internet, entrou na briga com o seu Internet Explorer, comprado apressadamente da Splyglass Inc. Isso marca o início da Guerra dos navegadores, que foi a luta pelo mercado dessas aplicações entre a gigante Microsoft e a companhia menor largamente responsável pela popularização da Web, a Netscape.
O Opera, um navegador rápido e pequeno, popular principalmente em Compu1996 e permanece um produto de nicho no mercado de navegadores para os computadores pessoais (PC).
Essa disputa colocou a Web nas mãos de milhões de usuários ordinários do PC, mas também mostrou como a comercialização da Web podia arruinar os esforços de padronização. Tanto a Microsoft como a Netscape deliberadamente incluíram extensões proprietárias ao HTML em seus produtos, e tentaram ganhar superioridade no mercado através dessa diferenciação. A disputa terminou em 1998 quando ficou claro que a tendência no declínio do domínio de mercado por parte da Netscape era irreversível. Isso aconteceu, em parte, pelas ações da Microsoft no sentido de integrar o seu navegador com o sistema operacional e o empacotamento do mesmo com outros produtos por meio de acordos OEM; a companhia acabou enfrentando uma batalha legal em função das regras antitruste do mercado norte-americano.
A Netscape respondeu liberando o seu produto como código aberto, criando o Mozilla. O efeito foi simplesmente acelerar o declínio da companhia, por causa de problemas com o desenvolvimento do novo produto. A companhia acabou comprada pela AOL no fim de 1998. O Mozilla, desde então, evoluiu para uma poderosa suíte de produtos Web com uma pequena mas firme parcela do mercado.
O Lynx Browser permanece popular em certos mercados devido à sua natureza completamente textual.
Apesar do mercado para o Macintosh ter sido tradicionalmente dominado pelo Internet Explorer e pelo Netscape Navigator, o futuro parece pertencer ao próprio navegador da Apple Inc., o Safari, que é baseado no mecanismo de renderização KHTML, parte do navegador de código aberto Konqueror. O Safari é o navegador padrão do Mac OS X.
Em 2003, a Microsoft anunciou que o Internet Explorer não seria mais disponibilizado como um produto separado, mas seria parte da evolução da plataforma Windows, e que nenhuma versão nova para o Macintosh seria criada.

### Expectativas para o futuro
Em 2008, a W3C anunciou a especificação do HTML5, que entre outras, muda a forma de "execução e funcionamento" dos navegadores, fazendo com que os mesmos não mais executem as linhas de comandos em HTML, buscando os recursos agregados (arquivos contendo dados e informações, ou mesmo, configurações adicionais de funcionamento), atrelando programas adicionais à sua execução (como plugin), e como ocorre atualmente (2010), limitando o acesso a alguns conteúdos da Web, que ficam "amarrados" a programas de terceiros (outras empresas). Assim sendo, a especificação HTML5 propicia uma liberdade incondicional do navegador, transformando-o de mero "exibidor e agregador" em um "programa on-line", que contém as especificações (comandos) de forma única, não sendo necessário o complemento de outros recursos e ferramentas. Excetuando-se o IE8, todos os demais navegadores já contêm o algoritmo que os torna "compatíveis" com a especificação HTML5.

## Características
Os principais navegadores possuem características em comum na interface tais como: voltar para a página anterior, ir para página posterior, recarregar (refresh) a página atual, espaço para digitar a URL, estratégias para escolher sites favoritos e o conceito de abas (entre outros). Uma outra característica comum entre eles é apresentar um histórico dos sites navegados ao longo do tempo.
Diferentes navegadores podem ser distinguidos entre si pelas características que apresentam. Navegadores modernos e páginas Web criadas mais recentemente tendem a utilizar muitas técnicas que não existiam nos primórdios da Web. Como notado anteriormente, as disputas entre os navegadores causaram uma rápida e caótica expansão dos próprios navegadores e padrões da World Wide Web. A lista a seguir apresenta alguns desses elementos e características:
- ActiveX
- Bloqueio de anúncios
- Preenchimento automático de URLs e dados de formulário
- Bookmarks (marcações, favoritos) para manter uma lista de locais frequentemente acessados
- Suporte a CSS
- Suporte a cookies, que permitem que uma página ou conjunto de página rastreie usuários
- Cache de conteúdo Web
- Certificados digitais
- Gerenciamento de downloads
- DHTML e XML
- Imagens embutidas usando formatos gráficos como GIF, PNG, JPEG e SVG
- Flash
- Favicons
- Fontes, (tamanho, cor e propriedades)
- Histórico de visitas
- HTTPS
- Integração com outras aplicações
- Navegação offline
- Applets Java
- JavaScript para conteúdo dinâmico
- Plugins
- Tabbed browsing
- Modo anônimo de navegação
- Verificador de spyware

### Protocolos e padrões
Eles comunicam-se geralmente com servidores da rede (podendo hoje em dia se comunicar com vários tipos de servidores), usando principalmente o protocolo de transferência de hipertexto HTTP para efetuar pedidos a ficheiros (português europeu) ou arquivos (português brasileiro), e processar respostas vindas do servidor. Estes arquivos, são por sua vez identificados por um URL.
O navegador tem a capacidade de ler vários tipos de arquivos, sendo nativo o processamento dos mais comuns (HTML, XML, JPEG, GIF, PNG, etc.), e os restantes possíveis através de plugins (Flash, Java, etc.).
Os navegadores tem a capacidade de trabalhar também com vários outros protocolos de transferência.
A finalidade principal do navegador é fazer-se o pedido de um determinado conteúdo da Web e providenciar a exibição do mesmo. Geralmente, quando o processamento do ficheiro não é possível através do mesmo, este apenas transfere o ficheiro localmente. Quando se trata de texto (linguagem de marcação [markup language] e/ou texto simples) e/ou imagens bitmaps, o navegador tenta exibir o conteúdo.
Os primeiros navegadores suportavam somente uma versão mais simples de HTML. O rápido desenvolvimento do mercado de navegadores levou à criação de dialetos não padronizados do HTML, causando problemas de interoperabilidade na Web. Navegadores mais modernos (tais como o Mozilla Firefox, Opera, Google Chrome, Apple Safari e Microsoft Internet Explorer) suportam versões padronizadas das linguagens HTML e XHTML (começando com o HTML 4.01), e mostram páginas de uma maneira uniforme através das plataformas em que rodam.
Alguns dos navegadores mais populares incluem componentes adicionais para suportar Usenet e correspondência de e-mail através dos protocolos NNTP e SMTP, IMAP e POP3 respectivamente

### Segurança
Hoje em dia, a maioria suporta protocolo de transferência de hipertexto seguro (HTTPS), identificado no navegador por um cadeado fechado, e oferecem uma forma rápida e fácil para deletar cache da web, cookies e histórico.
Com o crescimento e as inovações das técnicas de invasões e infecções que existem na Internet, torna-se cada vez mais necessária segurança nos navegadores. Atualmente (2007) eles são "obrigados" a possuir proteções contra scripts maliciosos, entre outros conteúdos maliciosos que possam existir em páginas web acessadas.
Podemos destacar o esforço da W3C (principal organização de padronização da rede mundial de computadores) com o Content Security Policy (CSP; em inglês; lit.  "Política de Segurança de Conteúdo"). A CSP destina-se a ajudar os criadores da Web ou os administradores de servidores a especificar como o conteúdo interage nos seus sites.
A segurança dos navegadores gera disputa entre eles em busca de mais segurança. Sua proteção tem que ser sempre atualizada, pois com o passar do tempo, surgem cada vez mais novas técnicas para burlar os sistemas de segurança dos navegadores.

## Lista
- Avast SafeZone — desenvolvido por Avast Software junto com o Avast Antivírus em 2016
- WorldWideWeb — por Tim Berners-Lee em 1990 para NeXTSTEP.
- Viola — por Pei Wei, para Unix em 1992.
- Midas — por Tony Johnson em 1992 para Unix.
- Samba — por Robert Cailliau para Macintosh.
- Mosaic — por Marc Andreessen e Eric Bina em 1993 para Unix. Aleks Totic desenvolveu uma versão para Macintosh alguns meses depois. Foi o primeiro navegador a rodar no Windows, fator determinante para a abertura da web para o público em geral. Marc Andreessen, o líder do time que desenvolveu o Mosaic, saiu da NCSA e, com Jim Clark, um dos fundadores da Silicon Graphics, Inc. (SGI) e outros quatro estudantes formados e nomeados da Universidade de Illinois, iniciaram o Mosaic Communications Corporation. Mosaic Communications finalmente se tornou a Netscape Communications Corporation, produzindo o Netscape Navigator.
- Arena — por Dave Raggett em 1993.
- Lynx — surgiu na Universidade de Kansas como um navegador hipertexto independente da Web. O estudante Lou Montulli adicionou a o recurso de acesso via TCP-IP na versão 2.0 lançada em março de 1993.
- Cello — por Tom Bruce em 1993 para PC.
- Opera — por pesquisadores da empresa estatal de telecomunicações norueguesa Telenor em 1994. No ano seguinte, dois pesquisadores, Jon Stephenson von Tetzchner e Geir Ivarsøy, deixaram a empresa e fundaram a Opera Software. Foi a primeira alternativa leve para os usuários. Diversos dos recursos mais modernos existentes entre os navegadores vieram do Opera e foram copiados para os demais.
- Netscape — pela Netscape em outubro de 1994. Trouxe todas as características que um navegador moderno oferece nos dias de hoje, como por exemplo a navegação por abas, o bloqueio de pop-ups, suporte a cookies e histórico de visitas, entre outros. Reinou absoluto durante anos, mas já em 2002 seus usuários se resumiam a alguns poucos. Um dos motivos foi o fato da Microsoft passar a incluir, já em 1995, o Internet Explorer junto com o sistema operacional Windows. Era o início de um novo reinado.
- Internet Explorer — também conhecido como IE ou MSIE, é um navegador de licença proprietária produzido inicialmente pela Microsoft em 23 de agosto de 1995. Líder de navegação até o ano de 2005, foi superado atualmente por outros navegadores.
- Safari — pela Apple Inc. em 23 de Junho de 2003. Até 2003, a plataforma Mac usava navegadores Netscape. Em 2003, a Apple anuncia seu próprio navegador, o Safari, incluído como o navegador padrão a partir do sistema operacional Mac OS X v10.3. Com uma interface simples, suas funções são básicas: Abas, bloqueador de pop-up, baixador de arquivos, leitor de notícias RSS e modo privado que evita que terceiros monitorem sua navegação.
- Mozilla Firefox — pela Mozilla Foundation com ajuda de centenas de colaboradores em 9 de Novembro de 2004. Sem demora ele começou a devorar o mercado que antes era dominado pelo Internet Explorer, isso devido ao fato de o navegador ter dado estreia à revolucionária navegação por abas, ao sistema de bloqueio de pop-ups e à barra de pesquisa ao lado da barra de endereços.
- SeaMonkey — pelo Mozilla Foundation e baseado no Gecko.
- Flock — pela Flock Inc. baseado no Firefox em 22 de Junho de 2006.
- Google Chrome — pela Google em Setembro de 2008. Depois de muita especulação, o Google finalmente se lança no mercado de navegadores em setembro de 2008, um navegador 'projetado do zero' e com a promessa de ser mais rápido, seguro e estável que os concorrentes. Entre seus pontos altos, a estrutura de processamento do programa, em que cada aba roda um processo em paralelo, o que, segundo o Google, pouparia recursos do sistema e preveniria vazamentos de memória e travamentos do computador.
- Baidu Spark Browser — pela Baidu.
- Konqueror — pelo Time de Desenvolvedores do KDE.
- Dooble — de código aberto para Linux/Unix, MAC OS e Windows.
- Midori — por Christian Dywan, é leve, baseado no WebKitGTK+ e o navegador oficial do XFCE.
- Microsoft Edge — O navegador feito por Microsoft para o Windows 10 e ficou no lugar do Internet Explorer
- Brave ― é um navegador web livre e de código aberto desenvolvido com foco em privacidade e segurança, o navegador bloqueia anúncios e rastreadores de sites.
- Vivaldi ― O navegador tem, como público alvo, utilizadores avançados e antigos utilizadores do Opera Browser, com muitos recursos de personalização.